# Ляликов, Николай Владиславович
Никола́й Владисла́вович Ля́ликов (род. 13 марта 1992) — российский легкоатлет, специалист по бегу на средние и длинные дистанции. Выступает на профессиональном уровне с 2010 года, многократный призёр чемпионатов России, победитель ряда крупных всероссийских стартов, участник международных соревнований в составе сборной России. Представлял Курскую и Московскую области. Мастер спорта России.

## Биография
Николай Ляликов родился 13 марта 1992 года. Занимался лёгкой атлетикой в Курске, проходил подготовку под руководством тренеров Е. Н. и В. Д. Руденко. Параллельным зачётом представлял Московскую область. Впоследствии постоянно проживал в Санкт-Петербурге.
Впервые заявил о себе на международном уровне в сезоне 2010 года, когда вошёл в состав российской сборной и выступил на чемпионате Европы по кроссу в Албуфейре, где занял 32-е место в личном зачёте юниоров и вместе с соотечественниками стал бронзовым призёром юниорского командного зачёта.
В 2011 году на юниорском всероссийском первенстве в Саранске выиграл бронзовые медали на дистанциях 1500 и 3000 метров. Принимал участие в кроссовом чемпионате мира в Пунта-Умбрии — здесь показал 101-й результат в личном зачёте юниоров.
В 2012 году в дисциплине 5000 метров завоевал бронзовую награду на молодёжном всероссийском первенстве в Ерино.
На молодёжном всероссийском первенстве 2013 года в Чебоксарах финишировал четвёртым в 5000-метровом беге. На эстафетном чемпионате России в Адлере с командой Курской области выиграл серебряную медаль в программе эстафеты 4×1500 метров.
В 2014 году в дисциплине 5000 метров взял бронзу на молодёжном всероссийском первенстве в Саранске и на Спартакиаде в Саранске.
В 2015 году стал бронзовым призёром на дистанции 4 км в рамках весеннего чемпионата России по кроссу в Жуковском, финишировал седьмым на Кубке России в Ерино.
В 2016 году был шестым на Кубке губернатора в Новочебоксарске, седьмым на Мемориале Алексеева в Санкт-Петербурге, получил серебро на Кубке России в Жуковском. На эстафетном чемпионате России в Адлере завоевал бронзовые награды в эстафетах 4×800 и 4×1500 метров.
В 2017 году на Кубке России в Ерино превзошёл всех соперников на дистанции 800 метров и стал третьим на дистанции 1500 метров. На эстафетном чемпионате России в Адлере вновь взял бронзу в эстафетах 4×800 и 4×1500 метров.
В 2020 году в беге на 1500 метров выиграл бронзовую медаль на Кубке Санкт-Петербурга.
В 2021 году на дистанции 10 км финишировал четвёртым в рамках Пробега Пушкин — Санкт-Петербург, стал третьим на Гатчинском полумарафоне.
В 2022 году показал четвёртый результат в гонке на 10 км в рамках марафона «Белые ночи» в Санкт-Петербурге, выиграл 10 км в рамках пробега Пушкин — Санкт-Петербург, одержал победу на 10 км в Казани.
В 2023 году был пятым на 10 км на «Белых ночах», восьмым на дистанции 15 км в рамках чемпионата России по бегу по шоссе в Вороново, пятым на полумарафоне в Казани.